# Гогулково
Гогулково (пол. Gogółkowo) — село в Польщі, у гміні Гонсава Жнінського повіту Куявсько-Поморського воєводства.
Населення — 398 осіб (2011).
У 1975-1998 роках село належало до Бидгоського воєводства.

## Демографія
Демографічна структура станом на 31 березня 2011 року:
|          | Загалом | Допрацездатний вік | Працездатний вік | Постпрацездатний вік |
| -------- | ------- | ------------------ | ---------------- | -------------------- |
| Чоловіки | 198     | 44                 | 138              | 16                   |
| Жінки    | 200     | 47                 | 118              | 35                   |
| Разом    | 398     | 91                 | 256              | 51                   |